# ムーンライト&ヴァレンチノ
『ムーンライト&ヴァレンチノ』（原題：Moonlight and Valentino）は、1995年制作のアメリカ合衆国のドラマ映画。
劇作家ニール・サイモンの娘エレン・サイモン作の戯曲の映画化で、エレン自身が脚本を担当。また、ジョン・ボン・ジョヴィの初出演映画でもある。

## あらすじ
詩人で大学講師のレベッカはある日突然、夫を自動車事故で失った。近所に住む親友のシルヴィや妹のルーシーは彼女を何とか慰めようとするが、レベッカが本当に頼ることができたのは、皮肉なことに不仲の続く継母のアルバータであった。
シルヴィやルーシー、アルバータはレベッカの傷ついた心を癒そうと度々彼女のもとを訪れ、一緒に出かけたりするが、彼女たちも夫との仲がうまくいかないなど、それぞれ自分の悩みを抱えていた。
ある日、アルバータはレベッカの誕生日のプレゼントに家の塗替えを依頼する。レベッカはこれに反発するが、それが以前から彼女たちがセクシーだと噂していた近所に住むペンキ屋であることにレベッカの心は揺れ動く。

## キャスト
※括弧内は日本語吹替
- レベッカ・ロット：エリザベス・パーキンス（戸田恵子）
- シルヴィー・モロー：ウーピー・ゴールドバーグ（片岡富枝）
- アルバータ・ラッセル：キャスリーン・ターナー（弥永和子）
- ルーシー・トレガー：グウィネス・パルトロー（岡本麻弥）
- ペンキ屋：ジョン・ボン・ジョヴィ（中村秀利）
- トーマス・トレーガー：ジョセフ・ソマー（八木光生）
- ポール：ピーター・コヨーテ（糸博）
- 看護婦：ケリー・フォックス（安藤ありさ）
- ヘンリック：カールトン・ワトソン（宇垣秀成）
- スティーヴン：ジェレミー・シスト（鈴木琢磨）

## スタッフ
- 監督：デヴィッド・アンスポー
- 製作：アリソン・オーウェン、エリック・フェルナー、ティム・ビーヴァン
- 原作戯曲・脚本：エレン・サイモン
- 撮影：ジュリオ・マカット
- 音楽：ハワード・ショア

日本語版
- 演出：柴本浩行
- 翻訳：加賀るう
- 録音：佐藤隆一
- 調整：竹内朋子
- プロデューサー：斎藤栄樹（日本ビクター株式会社）
- 制作協力：HALF H・P STUDIO
- 制作：ビデオテック（担当：竹内朋子）